# Mrs. Cecil Wade
Mrs. Cecil Wade (Portrait of Mrs. Cecil Wade) è un grande dipinto a olio su tela di John Singer Sargent, che raffigura Frances Frew Wade, una figura dell'alta società scozzese. Dipinto nel 1886, attualmente è esposto al museo Nelson-Atkins di Kansas City.

## Storia
Dopo lo scandalo causato dal Ritratto di Madame X di Sargent al Salone parigino del 1884, l'artista perse la maggior parte della sua clientela francese e si trasferì in Inghilterra nel 1886 alla ricerca di nuovi committenti. Il ritratto Mrs. Cecil Wade fu il suo primo grande progetto dopo il Salone del 1884 e si allontana formalmente da molti degli aspetti controversi della Madame X.
La signora Cecil Wade (nata Frances Mackay Frew; 17 giugno 1863 – 30 dicembre 1908) nacque a Glasgow, in Scozia, e sposò l'operatore di borsa londinese Cecil Lowry Wade (1857 – 1908) nel 1883. Ella aveva 23 anni quando posò per Sargent nella sua casa londinese, mentre indossava l'abito di raso bianco che aveva indossato per essere presentata alla regina Vittoria.
Mrs. Cecil Wade fu esposto una sola volta quando Sargent era in vita, nel 1887, a una mostra degli artisti che si chiamavano il New English Art Club ("circolo della nuova arte inglese"), alla galleria Dudley di Londra. Il quadro venne anche esposto in due mostre postume delle opere di Sargent, una volta nel 1925 alla Walker Art Gallery di Liverpool, in Inghilterra, e di nuovo nel 1926, all'accademia reale d'arte di Londra.
Dopo la morte dell'effigiata nel 1908, Francis Frew Wade (che aveva posseduto e conservato il quadro nella sua casa londinese dal 1886), l'opera divenne di proprietà di sua figlia, Aileen Wade, che rimase a vivere a Londra. Aileen Wase lasciò in eredità il quadro a suo nipote, Ruthven L. Wade, che ricevette l'opera nel 1955. Rimase di sua proprietà a Dinton, in Inghilterra, fino al 1988, quando fu messo all'asta da Sotheby's e comprato da Enid e Crosby Kemper. Dopo il suo acquisto da parte del museo Nelson-Atkins nel 1986, il ritratto venne esposto in altre tre mostre speciali. La prima era una mostra delle nuove acquisizioni selezionate dal museo stesso nel 1987, nella quale ricevette una distinzione speciale rispetto alle altre opere in rilievo.
Quindi il dipinto venne esposto a una mostra itinerante di dipinti statunitensi, Made in America: Ten Centuries of American Art. Tra il 1995 e il 1996, la mostra passò per quattro musei statunitensi importanti: l'istituto d'arte di Minneapolis nel Minnesota, il museo d'arte di Saint Louis nel Missuri, il museo d'arte di Toledo nell'Ohio e il museo d'arte Carnegie di Pittsburgh, oltre a una sosta al museo Nelson Atkins.
Nel 1997, il ritratto Mrs. Cecil Wade fece parte di una mostra svoltasi all'istituto d'arte Clark di Williamstown, nel Massachusetts, assieme a dei dipinti degli inizi della carriera di Sargent.

## Descrizione
Il ritratto della signora Cecil Wade dimostra quanto Sargent sapesse dipingere bene sia i ritratti che gli interni, così come la sua volontà di sperimentare audacemente con la luce e l'oscurità. Il dipinto ritrae l'effigiata a figura intera, di profilo, mentre guarda la sua destra con una luce brillante che bagna il suo vestito di raso bianco e la sua pelle chiara. Ella si siede su una panca di legno lucido ricoperta da un cuscino rosso con delle decorazioni floreali, e indossa dei braccialetti e una collanina con un ciondolo, oltre a tenere tra le mani un ventaglio bianco.
Nello sfondo poco illuminato, la luce del mezzodì filtra attraverso una finestra coperta da una tenda gialla e illumina un tavolino e una sedia con una pianta lì vicino, riflettendosi sul pavimento cerato che non è coperto da un tappeto.

## Accoglienza
Alla sua presentazione alla mostra del New English Art Club nel 1887, il ritratto ricevette delle critiche varie. F.D. Maurice e Charles Kingsley di The Spectator elogiarono "l'individualità e la vita nel volto dell'effigiata", mentre criticavano il suo utilizzo "forzato" della luce e la maniera "fredda" nella quale la tela sembrava eseguita, con "nessun accenno di tenerezza, nessun sospetto di poesia" nell'opera in generale. Inoltre, mentre il Saturday Review londinese elogiò Sargent, che "[inviò] un'immagine brillante e gestita mirabilmente di una signora in bianco (cat. num. 55) dinnanzi un interno dipinto in modo affascinante", The Illustrated London News notò ancora una volta il disprezzo di Sargent per la personalità della signora Wade, affermando che il Ritratto di una signora del signor Sargent (cat. n. 55) di raso bianco lascia intuire che le sue braccia e il viso siano fatti di cartone".
Quando venne acquistato per il museo Nelson-Atkins nel 1986, il quadro venne considerato "un esempio stellare dell'opera di Sargent", e raggiunse il prezzo più alto mai pagato fino ad allora per un'opera di Sargent.